# Paint by number

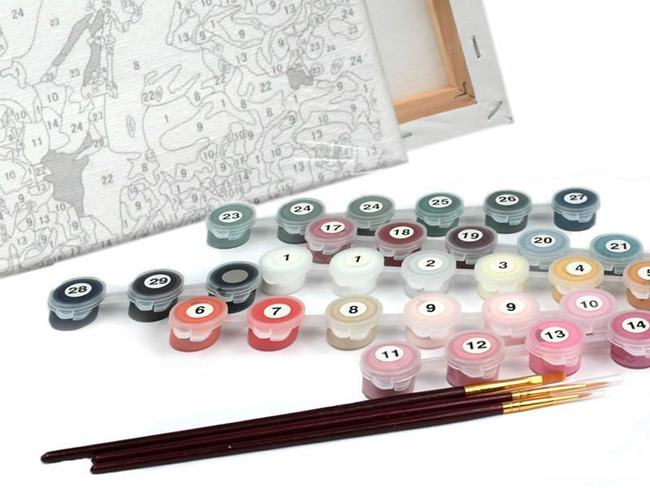
Een paint by number set

Paint by number (schilderen op nummer) of painting by numbers  zijn complete sets met verf, doek of papier en kwastjes. Op het doek of papier zijn met lichte markeringen diverse gebieden aangegeven om te schilderen. Elk gebied heeft een nummer dat correspondeert met een kleur verf.       

## Geschiedenis
Het eerste patent voor de techniek van schilderen op nummer werd in 1923 ingediend. 
Paint by number in zijn huidige en populaire vorm is gemaakt en ontwikkeld door de Palmer Show Card Paint Company uit Detroit, Michigan. De eigenaar van het bedrijf, Max S. Klein, benaderde medewerker Dan Robbins met het idee voor het project. Na verschillende aanpassingen van het product introduceerde het bedrijf in 1951 het merk Craft Master, dat meer dan 12 miljoen sets verkocht. 
Het succes bracht andere bedrijven ertoe hun eigen paint by number versies te produceren.  

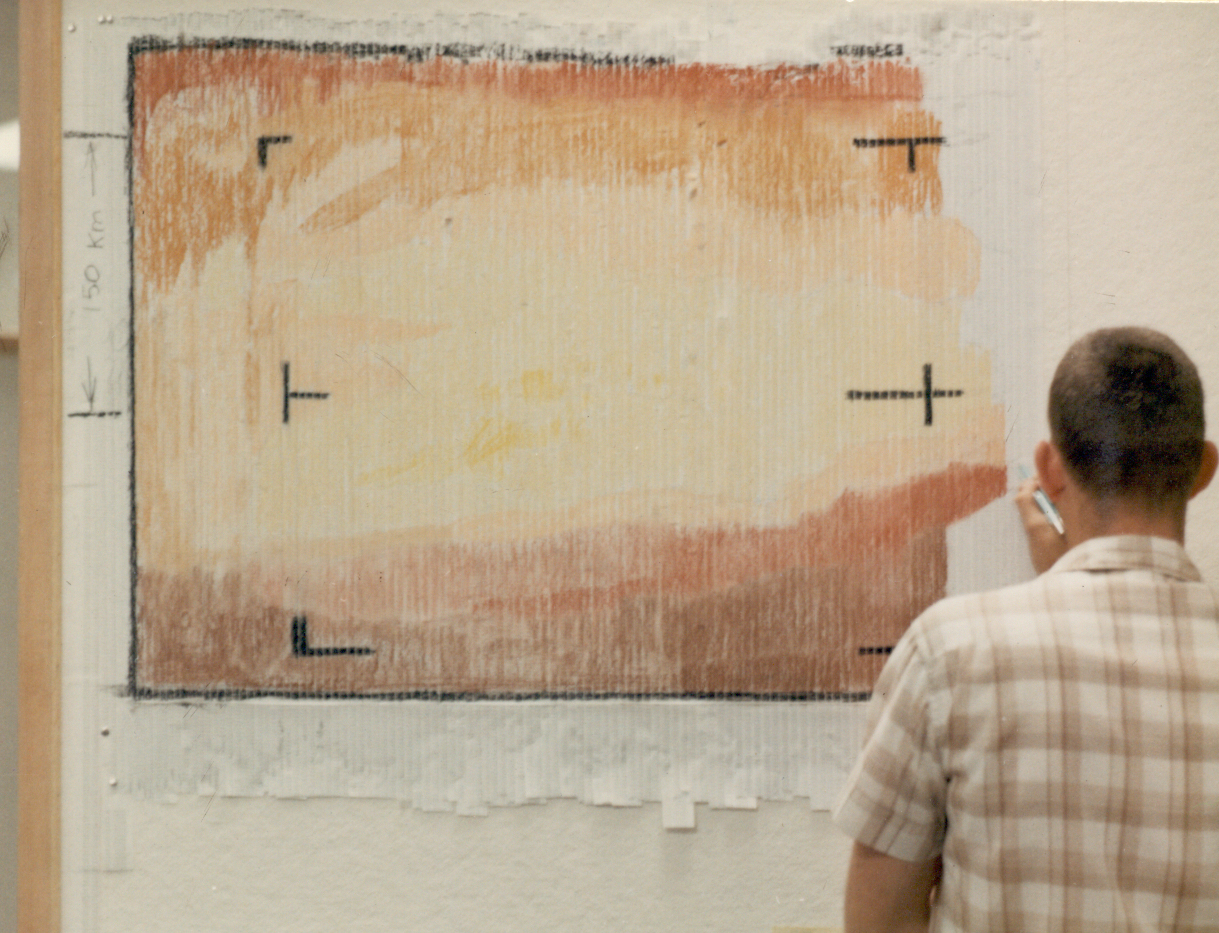
In de jaren zestig werden de eerste afbeeldingen van Mars voltooid als een paint by number.

Na de dood van Max Klein in 1993 schonk zijn dochter, Jacquelyn Schiffman, de archieven van Palmer Paint Co. aan het Smithsonian Museum of American History .  De archiefmaterialen zijn geplaatst in het Archiefcentrum van het museum onder de naam "Paint by Number Collection".   
In mei 2011 ontwikkelden Dan Robbins en Palmer Paint Products, Inc. samen een nieuwe 60-jarig jubileumversie  Deze verzamelaarsset is gemaakt ter nagedachtenis van de overlevenden en degenen die op 11 september 2001 zijn omgekomen en toont de Twin Towers die in de geest boven de skyline van Manhattan staan. 

## Verder lezen
- William L. Bird, Jr. Paint by Number: The How-to Craze that Swept the Nation. Washington, DC: Smithsonian Institution, National Museum of American History in samenwerking met Princeton Architectural Press, 2001.